# Pavel Boudný
Pavel Boudný (* 2. November 1982 in Slavkov u Brna) ist ein ehemaliger tschechischer Mountainbiker, der im Cross-Country aktiv war.

## Werdegang
Boudný ist mehrfacher tschechischer Meister im Cross-Country, in den 2000er Jahren zunächst im olympischen Cross-Country XCO. In den 2010er Jahren verlegte er sein Hauptaugenmerk auf die Langdistanz und gewann mehrere nationale Meistertitel im Mountainbike-Marathon XCM.
Boudný hatte keinen eigenen Trainer und fuhr für kein UCI MTB Team. Er reiste ungern zu Rennen im Ausland und nahm fast nur an Veranstaltungen in Tschechien teil. Seinen größten internationalen Erfolg erzielte er deshalb im Jahr 2012, als die Marathon-Rennen der UEC-Mountainbike-Europameisterschaften im tschechischen Jablonné v Podještědí stattfanden und er die Silbermedaille gewann.
Anfang 2020 beendete Boudný seine sportliche Karriere. Im Herbst 2020 machte er öffentlich, dass er nach dem Sport in ein tiefes mentales Loch mit Alkohol- und Tablettenkonsum gefallen ist.

## Erfolge
| 2000 - Europameisterschaften (Junioren) – Cross-Country XCO - Tschechischer Meister (Junioren) – Cross-Country XCO 2005 - Tschechischer Meister – Cross-Country XCO 2006 - Tschechischer Meister – Cross-Country XCO 2009 - Tschechischer Meister – Cross-Country XCO 2011 - Tschechischer Meister – Marathon XCM - Gesamtwertung Andalucia Bike Race mit Kristián Hynek | 2012 - Europameisterschaften – Marathon XCM - Tschechischer Meister – Cross-Country XCO 2015 - Tschechischer Meister – Marathon XCM 2016 - Tschechischer Meister – Marathon XCM 2017 - Tschechischer Meister – Marathon XCM |